# Fernanda Bullano
Ferdinanda Battistina Matilde „Fernanda” Bullano, po mężu Dobile (ur. 26 września 1914 w Turynie, zm. 16 listopada 2003 tamże) – włoska lekkoatletka.
Po raz pierwszy reprezentowała Włochy na międzynarodowych zawodach w 1933.
W 1936 wystartowała na igrzyskach olimpijskich w sztafecie 4 × 100 m, która zajęła 4. miejsce z czasem 48,7 s.
Sześciokrotna mistrzyni Włoch: z 1934 na 100 m, z 1935 na 100 m i w sztafecie 4 × 100 m, z 1936 w sztafecie 4 × 100 m, z 1937 na 200 m i z 1939 w sztafecie 4 × 100 m.
Reprezentowała klub Venchi Unica Turyn. Jej mąż Pietro Dobile również był sportowcem.
Zmarła 16 listopada 2003 w Turynie. Pochowana została dwa dni później w Venaria Reale.